# Papaipema cerina
Papaipema cerina é uma mariposa amarela da família Noctuidae. Pode ser encontrada na região dos Grandes Lagos da América do Norte. Foi vista em Indiana, Michigan, Illinois, Maine, Ohio, Wisconsin, Iowa e Ontário.